# Ludwig August von Dieskau

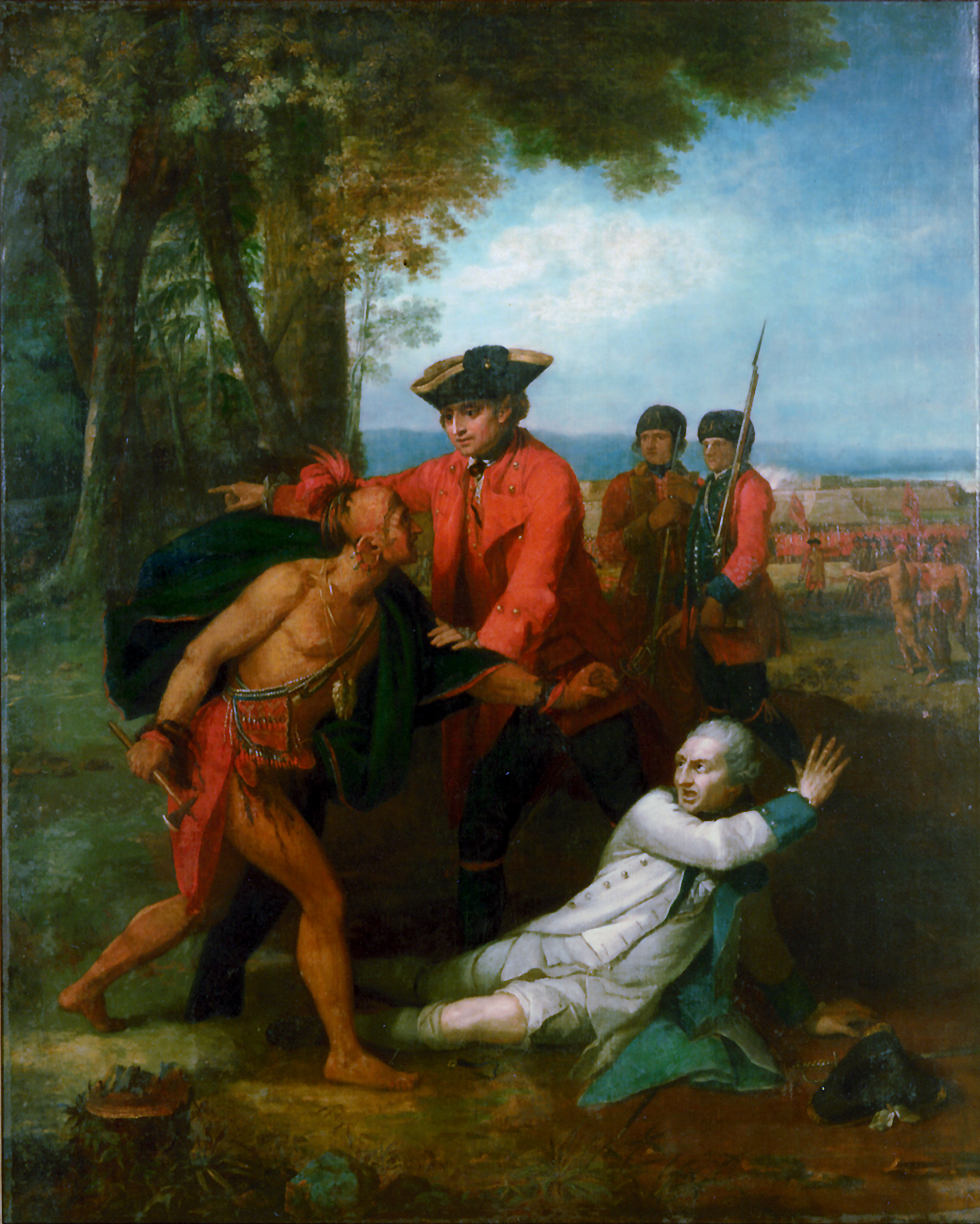
William Johnson rettet „Baron“ Dieskau in der Schlacht am Lake George 1755 das Leben. Gemälde von Benjamin West im Derby Museum and Art Gallery.

Ludwig August von Dieskau, zeitgenössisch meist von Dießkau, französisch auch: Jean-Armand de Dieskau, (* 24. Juli 1701 in Dresden, Kurfürstentum Sachsen; † 8. September 1767 in Suresnes, Frankreich) war ein französischer Generalleutnant deutscher Abstammung. Er war Kommandeur in der Schlacht am Lake George und geriet 1755 in englische Gefangenschaft.

## Leben
Er stammte aus der sächsischen Adelsfamilie von Dieskau und war der Sohn von Werner von Dieskau. Zunächst war er anhalt-zerbstischer Kammerjunker und Kornett bei der Leibgarde zu Pferde. Kurze Zeit später kehrte er auf Anregung des Marschalls von Sachsen und Erdmuthe Sophie von Dieskau der aus seiner Familie stammenden früheren Mätresse Augusts des Starken dem Heiligen Römischen Reich Deutscher Nation den Rücken. Er ging 1720 nach Frankreich und nahm anschließend unter dem Kommando von Moritz von Sachsen an den Feldzügen von 1733 bis 1744 der Französischen Armee teil. Er wurde zum Oberst der Kavallerie befördert und hatte anscheinend in dieser Funktion in der Schlacht bei Fontenoy in Belgien gekämpft. 1747 wurde er zum Feldmarschall und Militärgouverneur von Brest ernannt, dem wichtigsten französischen Marinestützpunkt am Atlantik. In der Folge stieg er bis zum Maréchal de camp auf und als er 1755 nach Kanada geschickt wurde, war er Generalmajor.

### Tätigkeit in Neufrankreich
1755 wurde Dieskau zum Kommandeur der regulären französischen Truppen und ihrer indianischen Verbündeten in Kanada ernannt. Er ging mit Gouverneur Vaudreuil und den ersten sechs Bataillonen nach Neufrankreich, von denen vier für Quebec bestimmt waren, während zwei weitere Bataillone nach Louisbourg gingen. Während der Überfahrt des Konvois nach Kanada, der durch den Comte du Bois de La Motte kommandiert wurde, verlor er seinen Stellvertreter, Oberst Rostaing, dessen Schiff, die L'Alcide, am 8. Juni 1755 in der Nähe von Neufundland von britischen Schiffen gekapert wurde.
In der Folge kämpfte Dieskau in der Schlacht am Lake George und wurde am 10. September 1755 bei Fort Edward von William Johnson besiegt und gefangen genommen.
Bei den indianischen Verbündeten war er nicht beliebt. „Um die Wahrheit zu sagen, war seine Ernennung nicht eine der genialsten Entscheidungen von Versailles, wie die späteren Ereignisse beweisen werden“. Als er in britischer Gefangenschaft war, erhob er Verratsvorwürfe gegen die Indianer von Kahnawake, seine Verbündeten, was General Johnson in einem Brief zurückwies.
Die gesamten französisch-indianischen Verluste beliefen sich auf 120 Tote und 150 Verwundete, während auf britischer Seite 122 Tote, 812 Verwundete und 67 Vermisste hatten. Ihre Verbündeten, die Mohawks und die Onneiouts hatten 32 Tote und 12 Verwundete zu beklagen. In einem Brief an das Marineministerium kritisierte Dieskaus Stellvertreter Pierre-André Gohin de Montreuil, dass er seinen Rat nicht befolgt und zu viel Vertrauen in die Indianer und Kanadier gesetzt hätte. Allerdings bewies er bei seinem versuchten Hinterhalt großen persönlichen Mut und eine große Anpassungsfähigkeit an den nordamerikanischen Kriegsschauplatz und fügte dem Feind schwere Verluste zu.
Als Gefangener wurde er 1757 nach England transportiert. 1763, nach dem Friedensschluss, wurde er freigelassen, erhielt eine Rente und zog sich nach Suresnes in der Nähe von Paris zurück, wo er 1767 an den Spätfolgen seiner Verwundungen starb. Bereits nach seiner Gefangennahme 1756 war das Kommando über Kanada von Louis-Joseph de Montcalm übernommen worden.

## Familie
Dieskau war verheiratet und hatte mindestens einen Sohn:
- Friedrich Wilhelm ⚭ 1776 Erdmuthe von Fischer